# Blåtunga
Blåtunga eller Bluetongue disease är en insektsburen virussjukdom som drabbar idisslare, huvudsakligen får och ibland nötkreatur, getter, oxdjur, hjortar, dromedarer och antiloper. Sjukdomen kan inte föras över till människor.

## Orsak
Sjukdomen beror på blåtungeviruset, som tillhör släktet Orbivirus. Man känner till 24 serotyper av viruset, men alla förekommer inte alltid i ett givet område. Till exempel är bara fem av serotyperna observerade i USA. Blåtungeviruset är inte smittsamt utan sprids till djuret genom bett av infekterade svidknott, huvudsakligen av arter i släktet Culicoides. Koncentrationen av viruset är lågt i avföring och kroppsvätskor, något som gör kontakt- och slaktsmitta osannolik. Däremot kan tjurar smitta kor vid parning, även vid konstgjord insemination. Man har funnit rovdjur i Afrika, som möjligen blivit smittade via inälvor.

## Förekomst
Sjukdomen beskrevs först på sjuttonhundratalet och har idag stor spridning i världen. Mest förekommer den i delar av Afrika men även i Mellanöstern, Indien, USA, Mexiko och Mellanamerika. Viruset har även observerats i Australien, Sydostasien och Sydamerika, men utan att sjukdomen inträffat. Spridning sker främst när det är högsäsong för knott.
Blåtunga drabbar i första hand får.  Större tamboskap uppvisar mindre symptom.

### Europa
Vid Medelhavet är sjukdomen säsongsbetonad. I augusti 2006 blev blåtunga rapportad i Nederländerna. Det visade sig då att många besättningar i Belgien, Tyskland, Luxemburg och Frankrike var drabbade. Observation har även gjorts i England, där första fallet observerades i september 2007 med vidare spridning till får.

### Skandinavien
I oktober 2007 fann man blåtunga hos får på ön Lolland i Danmark. I början av september 2008 upptäckts sjukdomen för första gången i Sverige på en gård i Halland. Sedan provtagning på mjölk från den aktuella gården visat på förekomst av viruset, lät Statens veterinärmedicinska anstalt (SVA) i Sverige utföra fördjupad provtagning och kunde den 6 september bekräfta att två djur i besättningen bar på viruset. Den 10 september hade 7 fall av infekterade djur konstaterats..

## Symptom

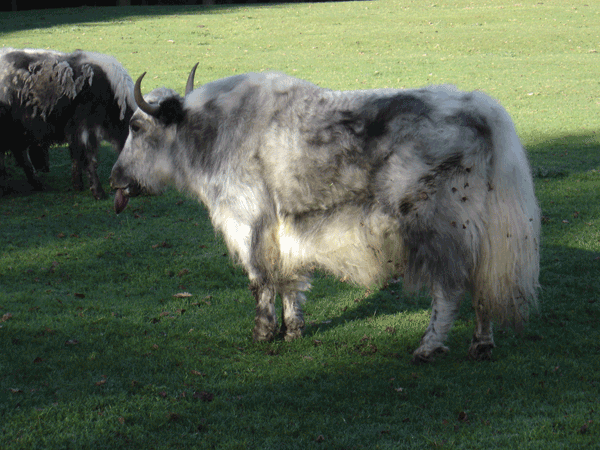
Jak med blåtunga

De kliniska symptomen är starkast hos får. Efter en inkubationstid på 5-8 dagar utvecklar får en feber på 40,5–42 °C. Fåren får röda slemhinnor på mun och näsa, utslag på näsa, ögonlock och öron samt ibland hela huvudet. Detta efterföljs av sår kring näsa och mun. Såren i munnen medför dålig aptit. Hos vissa får sväller tungan upp och blir blåaktig samt står ut från munnen. Senare i sjukdomsförloppet kan muskelskador förekomma. 
Dödligheten är oftast låg. Den kan variera från 2–30 % med högst dödlighet för lamm. Vid enstaka tillfällen är dödligheten så hög som 70 %. I de akuta fallen dör fåret efter 7–9 dagar. Dödsfallen kan även inträffa efter 3–5 veckor. 
Hos dräktig boskap och får kan sjukdomen leda till missfall.
Symtomen kan förväxlas med mul- och klövsjuka

## Behandling
Det finns ingen behandling av sjukdomen, men symtomen kan behandlas.

## Förebyggande åtgärder
Förebyggande åtgärder är vaccinering och att granska om djuren är utsatta för knott. Transport av djur kan även begränsas vid sjukdomsutbrott. EU pålägger medlemsstaterna att upprätta skyddszoner på en radie av 100 km runt infekterade besättningar och observationer i ytterligare 50 km utanför skyddszonen.  Det är förbjudet att föra idisslare utanför skyddszonen.